# ماریه‌لا لوتی
ماریه‌لا لوتی (ایتالیایی: Mariella Lotti؛ ‏ ۱۷ نوامبر ۱۹۱۹ – ۱۸ دسامبر ۲۰۰۴) بازیگر اهل ایتالیا بود.
از فیلم‌ها یا برنامه‌های تلویزیونی که وی در آن نقش داشته‌است، می‌توان به برادران کارامازوف، مارکو ویسکونتی، شیطان در صومعه و ده فرمان اشاره کرد.